# فرودگاه شهرستان هیوستن (تنسی)
فرودگاه شهرستان هیوستن (تنسی) (به انگلیسی: Houston County Airport (Tennessee)) یک فرودگاه همگانی بهره‌برداری هوایی است که یک باند فرود آسفالت دارد و طول باند آن ۹۱۴ متر است. این فرودگاه در کشور ایالات متحده آمریکا قرار دارد و در ارتفاع ۱۱۳ متری از سطح دریا واقع شده‌است.